# Parastrangalis sculptilis
Parastrangalis sculptilis är en skalbaggsart som beskrevs av Holzschuh 1991. Parastrangalis sculptilis ingår i släktet Parastrangalis och familjen långhorningar. Inga underarter finns listade i Catalogue of Life.